# 下呂市立竹原小学校
下呂市立竹原小学校（げろしりつ たけはらしょうがっこう）は岐阜県下呂市にある市立の小学校。

## 概要
- 校区は乗政、宮地、御厩野、野尻であり、旧・益田郡竹原村に該当する。
- 1971年、旧・竹原村の3つの小学校（宮地小学校・竹原東小学校・竹原西小学校）を統合し、新設された学校である。

## 沿革
- 1971年（昭和46年）4月1日 - 宮地小学校、竹原東小学校、竹原西小学校を統合し、下呂町立竹原小学校として開校。統合校舎は無く。旧・宮地小学校を宮地教室、旧・竹原東小学校は東教室、旧・竹原西小学校を西教室とし、授業を行う。
- 1972年（昭和47年） - 現在地に統合校舎、屋内運動場が完成。
- 1973年（昭和48年） - 統合校舎で開校式を行う。宮地教室、東教室、西教室を廃止。
- 1974年（昭和49年） - プールが完成。
- 2004年（平成16年）3月1日 - 下呂町、小坂町、金山町、萩原町、馬瀬村が合併し、下呂市が発足。同時に下呂市立竹原小学校に改称する。